# Feigengallwespe

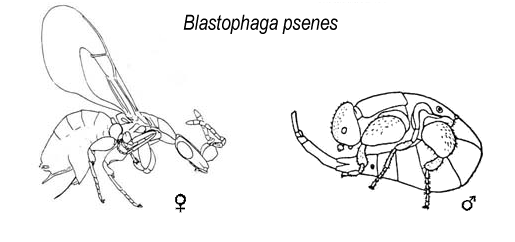
Geflügeltes Weibchen und flügelloses Männchen

Die Feigenwespe (Blastophaga psenes) ist eine ca. 2 mm große Erzwespe und innerhalb der bisher 640 beschriebenen Arten der Familie der Feigenwespen (Agaonidae) eine der bekanntesten. Sie ist im Mittelmeerraum weit verbreitet.
Ihr Lebenszyklus ist über eine mutualistische Symbiose, die sich über Koevolution entwickelt hat, eng mit der Bestäubungsbiologie der Echten Feige (Ficus carica) und der nah verwandten Art Punjab-Feige (Ficus palmata) verbunden. Die Feigenwespe (Blastophaga psenes) kann sich ohne die verschiedenen Fruchtgenerationen der Feigen nicht fortpflanzen, und die Blüten der Echten Feige (Ficus carica) können ohne die Feigenwespe (Blastophaga psenes) nicht bestäubt werden.
Der Blütenstand der Echten Feige (Ficus carica), das sog. Sykonium, wird als fleischige Frucht aus dem Stamm gebildet. Er ist urnenförmig und enthält mehrere Blüten, die nur durch ein kleines Loch, das Ostiolum, für die Feigenwespe zugänglich sind. Die Echte Feige (Ficus carica) ist eine gynodioözische, aber funktionell zweihäusige Pflanzenart.
Die (Ficus carica L. var. caprificus), auch Bocksfeigen genannt, stellen funktionell die männliche Pflanze dar. Sie haben zweigeschlechtliche Blüten mit sowohl fruchtbaren männlichen Blüten, die Pollen abgeben, als auch sterilen kurzgriffelige weiblichen Blüten, auch Gallenblüten genannt. Die Funktion der Gallenblüten besteht darin, die von der Feigenwespe (Blastophaga psenes) abgelegten Eier zu beherbergen, aus denen sich dann die Galle entwickelt, von der sich die Feigenwespenlarven ernähren.
Die Feigenpflanzen sensu stricto, auch bekannt als (Ficus carica L. var. domestica), die die essbaren Feigenfrüchte tragen, sind eingeschlechtlich und haben nur fertile langgriffelige weibliche Blüten. Sie stellen funktionell die weibliche Pflanze dar. Ficus carica trägt – je nach Sorte – bis zu drei Generationen von Früchten pro Jahr. Die erste Generation sind die Profichi (männlich) und Breba (weiblich), die im Frühjahr aus dem Holz und den Knospen des Vorjahres zu wachsen beginnen. Die zweite Generation sind die Mammoni (männlich) und Fichi (weiblich), auch Hauptfrucht genannt, die sich im Sommer aus dem neu gewachsenen Holz und den Knospen desselben Jahres zu entwickeln beginnen. Später im Jahr wachsen aus den männlichen Feigen die Mamme als Früchte der dritten Generation; diese ermöglichen die Überwinterung der Feigenwespe (Blastophaga psenes).
Eine Bestäubung durch die Feigenwespe (Blastophaga psenes) ist für die Echte Feige (Ficus carica) jedoch keine zwingende Voraussetzung, um Früchte zu bilden. Es existieren mehrere hundert Sorten von Fruchtfeigen, die über Parthenokarpie (Jungfernfrüchtigkeit) essbare Früchte auch ohne Bestäubung ausbilden.
Die Feigenwespe (Blastophaga psenes) besitzt mindestens seit 2021 auch in Deutschland, u. a. in Baden-Württemberg, im Saarland und in Nordrhein-Westfalen, an mehreren Standorten sich reproduzierende Populationen, die zwingend an dort vorkommende „männliche“ Bocksfeigen-Feigenbäume (Ficus carica L. var. caprificus) gebunden sind.